# 中野区立沼袋小学校
中野区立沼袋小学校（なかのくりつ ぬまぶくろしょうがっこう）は、東京都中野区沼袋三丁目にあった公立小学校。2011年（平成23年）3月をもって閉校し、一部は野方小学校と統合し新設の平和の森小学校に、一部は丸山小学校と統合し新設の緑野小学校に移転した。

## 沿革
- 1957年（昭和32年）4月1日 - 中野区立野方小学校、中野区立丸山小学校から分離し開校
- 2011年（平成23年）3月25日 - 平成22年度終了式。この日をもって閉校

## 交通
最寄り駅
- 新宿線 沼袋駅 - 徒歩約7分
- 新宿線 野方駅 - 徒歩約11分

## 著名な出身者
- 高垣麗子 - ファッションモデル